# نیشینوشیما
نیشینوشیما (انگلیسی: Nishinoshima) یک جزیره آتشفشانی واقع در حدود ۹۴۰ کیلومتری (۵۸۴ مایل) جنوب-جنوب شرقی توکیو، که بخشی از قوس جزایر آتشفشانی (جزایر کازان) است.